# Tekken 8
Tekken 8 (яп. 鉄拳8 Тэккэн 8, «Железный Кулак 8») — компьютерная игра в жанре файтинг, разработанная японской командой Tekken Project Team, подразделением Bandai Namco Studio, совместно с компанией Arika, и выпущенная 26 января 2024 года японским издателем Bandai Namco Entertainment. Это восьмая игра в серии Tekken и вторая, которая работает на движке Unreal Engine. Над игрой работают ветераны серии Tekken: глава команды разработчиков серии Кацухиро Харада, геймдизайнер Майкл Мюррей и руководитель проекта Кохэй Икэда, бывший профессиональный игрок в Tekken под псевдонимом «Nakatsu». Первый тизер Tekken 8 был показан 8 августа 2022 года в рамках кибертурнира EVO 2022. Официальный анонс состоялся во время трансляции State of Play компании Sony 13 сентября 2022 года, игра анонсирована для платформ PlayStation 5, Xbox Series X/S и PC (Windows). Tekken 8 официально распространяется на территории России в Steam, текст игры локализирован на русский язык.
Tekken 8 вводит ряд новых механик, среди которых «система Heat», позволяющая игроку получить доступ к усиленным атакам, а также шкала «Recovery», благодаря которой можно восстановить ограниченное количество очков здоровья. Всего в игре представлено 32 играбельных персонажа, из которых 29 вернувшиеся и 3 — новые. Среди вернувшихся персонажей — Дзюн Кадзама, которая отсутствовала в каноничных частях серии после своего дебюта в Tekken 2. Как и Tekken 7, восьмая часть будет сюжетно-ориентированной, в игре будет доступен сюжетный режим, действие которого разворачивается спустя шесть месяцев после событий Tekken 7. Кадзуя Мисима решает использовать военную мощь подконтрольной ему корпорации G, чтобы заполучить власть над миром, тем самым продолжая развязанную ранее войну между дзайбацу «Мисима» и корпорацией G. Дзин Кадзама, сын Кадзуи, решает раз и навсегда остановить своего отца, попутно пытаясь принять свою «тёмную» сторону — ген дьявола и кровное родство с членами семьи Мисима.
Реакция критиков и игровых обозревателей на анонс Tekken 8 была положительной. Профильные журналисты отмечали мрачность трейлера и хвалили обновлённую графику, обращая внимание на разницу в её качестве в сравнении с Tekken 7. Они выразили надежду, что в конечной версии файтинга качество графики останется таким же, как и в продемонстрированном видео. Критики ожидают, что Tekken 8 станет такой же успешной, как и её предшественница.

## Игровой процесс
Tekken 8 сохранит основные механики предыдущих игр серии. Проект будет включать в себя сюжетную кампанию, наподобие таковой в Tekken 7. В восьмой части вернётся не только система «Rage» (с англ. — «Ярость»), но и «Rage Art» — специальные приёмы, отнимающие большой объём очков здоровья у противника. При этом атаки типа «Rage Drive» были убраны в пользу атак «Heat Smash», действующих в рамках новой системы «Heat». Изменения коснулись и боевых арен: в предыдущих играх серии были разрушаемые элементы, вроде стен, балконов, полов, однако теперь на аренах будут специальные области, и если «отлететь» на них от удара соперника, это отнимет у игрока дополнительный урон, а также позволит сопернику продолжить наносить комбо-удары.
В Tekken 8 была добавлена механика из серии спин-оффов Tag Tournament — шкала «Recovery». В играх Tag Tournament в управление игроку давалось два бойца, которыми игрок управлял по очереди, переключаясь между ними с помощью отдельной кнопки. Неиспользуемый боец мог восстановить часть своего здоровья, по одному очку за секунду. В Tekken 8 шкала «Recovery» будет работать несколько иначе — игроку даётся возможность восстановить часть урона, полученного во время блокировки определённых атак противника или во время попадания в «воздушное» комбо. Также в отличие от игр Tag Tournament, шкала «Recovery» заполняется не с течением времени, а при выполнении атак, попадающих по противнику (как в блоке, так и с уроном). При этом количество здоровья, которое можно восстановить, будет падать при нанесении игроку определённых ударов.
В Tekken 8 реализовано два типа управления: классический «Аркадный», как в предыдущих играх серии, и новый, названный «Специальным» стилем. Последний похож на упрощённое управление из режима истории Tekken 7, где игроку давалась возможность выполнять комбо нажатием одной кнопки. Эта система управления создана специально для казуальных игроков. При включении «Специальной» системы управления, рядом со стороны персонажа игрока появится маленькая табличка с подсказками, какие комбинации кнопок можно использовать для упрощённого выполнения комбо и усиленных атак.

### СистемаHeat
В игру добавлена и полностью новая механика. Так, чтобы промотивировать игроков предпринимать больше попыток нападения, нежели обороняться и выжидать удачного момента для атаки, была создана система «Heat» (с англ. — «Накал»). По словам разработчиков, система была вдохновлена поведением профессиональных игроков в Tekken во время киберспортивных турниров: большая часть из них использовала оборонительную тактику и редко шла в открытое нападение, боясь подставится под удар противника. Кацухиро Харада добавил, что с этой системой они надеются сделать Tekken 8 интересной как с точки зрения игры, так и с точки зрения наблюдения за игрой.
После активации режима боец подсвечивается синей аурой. Активация позволит игроку получить некоторые преимущества, такие как: использовать определённые усиленные приёмы, недоступные вне действия режима «Heat», а также отнимать у противника ограниченное количество здоровья, даже если атака игрока попала в блок — урон от таких атак можно будет восстановить только с помощью шкалы «Recovery». Игрок может перейти в этот режим только один раз за раунд, а время его использования ограниченно 10 секундами. Количество оставшегося времени показано на таймере, который отображается под шкалой здоровья бойца. Если находясь в состоянии «Heat» нанести удар, который попадает по противнику либо в блок, то таймер останавливается на одну секунду. Таким образом, чем чаще игрок атакует, тем дольше находится в режиме «Heat». Активация проходит с помощью нескольких типов приёмов: «Heat Burst» и «Heat Engager». Выполнение этих двух приёмов даёт очки, которые можно потратить во время режима «Heat» на выполнение приёмов «Heat Dash» и «Heat Smash». Среди приёмов, связанных с этой системой:
- «Heat Burst» — первый способ активировать режим «Heat». Выполняется по нажатию определённой кнопки. Используя «Heat Burst» можно перейти в режим «Heat» не атакуя, отменив удар повторным нажатием кнопки[8];
- «Heat Engager» — второй способ активировать режим «Heat». После выполнения этого приёма персонаж игрока автоматически подбегает к оглушённому сопернику. Выполнение «Heat Engager» даёт перейти в режим «Heat» только в случае попадания удара по противнику. У каждого бойца есть около пяти приёмов типа «Heat Engager»[15];
- «Heat Dash» — резкий рывок в направлении противника, как при выполнении «Heat Engager»[16];
- «Heat Smash» — усиленные атаки, работающие по тому же принципу, что и «Rage Drive» в Tekken 7[10].

### Персонажи
В игре представлено 43 персонажа, из которых: 29 вернувшихся, 3 новых, 3 неиграбельных и 8 бойцов, добавленных в качестве загружаемого контента.
Первыми официально подтверждёнными персонажами Tekken 8 стали главные герои серии: Кадзуя Мисима, впервые появившийся в самой первой части Tekken, и Дзин Кадзама, дебютировавший в Tekken 3. Персонажи получили обновлённый дизайн костюмов, а в течение трейлера присутствуют намёки на появление Дьявол Дзина — версии Дзина, бывшей отдельным играбельным персонажем в предыдущих играх. Возможно, как и в Tekken 7, набор бойцов Tekken 8 будет включать в себя гостевых персонажей. 8 декабря 2022 на шоу The Game Awards был продемонстрирован новый трейлер игры, в котором были раскрыты следующие играбельные персонажи: Джек-8, Ларс, Кинг, Ло, Пол и Дзюн Кадзама, мать Дзина Кадзамы. 5 февраля 2023 года был показан трейлер, анонсирующий возвращение Нины Уильямс, демонстрирующий её новые приёмы с огнестрельным оружием и новый «Rage Art».
- Азазель а
- Ангел Дзин а
- Анна Уильямс б
- Армор Кинг б
- Асусена Кастильо
- Алиса Босконович
- Асука Кадзама
- Брайан Фьюри
- Виктор Шевалье
- Джек-8
- Дзин Кадзама
- Дзюн Кадзама
- Дьявол Дзин
- Ёсимицу
- Зафина
- Кадзуя Мисима / Дьявол Кадзуя
- Кинг
- Клайв Розфилд б
- Клаудио Серафино
- Кума
- Ларс Александерссон
- Лео Клисен
- Лерой Смит
- Ли Чаолан
- Лидия Собеская б
- Лили
- Лин Сяоюй
- Маршалл Ло
- Миари Зо б
- Настоящий Дьявол Кадзуя а
- Нина Уильямс
- Панда
- Пол Феникс
- Рэйвен
- Рэйна
- Сергей Драгунов
- Стив Фокс
- Фэн Вэй
- Хваран
- Фахумрам б
- Хэйхати Мисима б
- Шахин
- Эдди Горду б

↑  Неиграбельный персонаж

↑  Загружаемый контент

## Сюжет

### Синопсис
Сюжет Tekken 8 разворачивается спустя шесть месяцев после событий Tekken 7. Из финальной битвы между Хэйхати Мисимой, главой дзайбацу «Мисима» и основателем турнира «Король Железного кулака», и его сыном Кадзуей Мисимой, второй выходит победителем. Одолев своего отца, Кадзуя решает использовать военную мощь подконтрольной ему корпорации G, чтобы заполучить власть над миром, тем самым продолжая развязанную ранее войну между дзайбацу «Мисима» и корпорацией G. Дзин Кадзама, сын Кадзуи Мисимы, решает раз и навсегда остановить своего отца, попутно пытаясь принять свою «тёмную» сторону, которая выражается в гене дьявола и в кровном родстве с членами семьи Мисима. Одновременно с этим после долгих лет отсутствия возвращается его мать, Дзюн Кадзама, до этого считавшаяся пропавшей без вести. Будучи связанной и с Дзином, и с Кадзуей, Дзюн также попытается переломить ход этой кровавой вражды.

### Пробуждение тьмы
Основной сценарий игры носит название «Пробуждение тьмы» (англ. The Dark Awakens) и длится на протяжении 15 глав.
Дзин Кадзама, под руководством Ларса Александерссона и Ли Чаолана, проводит операцию «Молния» — попытку устранить Кадзую Мисиму в Нью-Йорке. В ходе ожесточённой борьбы оба обращаются в свои дьявольские обличья и чуть не уничтожают город. В конечном итоге победителем выходит Кадзуя. После убийства группы мирных жителей он объявляет о планах по захвату мира и о начале нового турнира «Короля железного кулака», где бойцы будут представлять свои страны и бороться за выживание — проигравшие бойцы и их страны будут уничтожены. Дзин, после сражения утративший способность превращаться в дьявола, активно тренируется в ангаре воздушного судна «Ведрфельнир», укрытии Иггдрасиля, и готовится к участию в турнире. Ларс, Ли и Алиса Босконович поддерживают его, но предостерегают, что турнир может быть ловушкой. Дзин же уверен, что сражения в турнире помогут вернуть ему контроль над силой дьявола. Он доходит до полуфинала отборочных боёв, где встречается в бою с таинственной Рэйной, использующей приёмы из каратэ стиля Мисима. Она сдаётся во время боя, а Дзин, победив в финале отборочных своего давнего соперника Хварана, проходит в финальную часть турнира, которая должна пройти в колизее в Италии.
Рэйна примыкает к команде Дзина, якобы чтобы помочь остановить Кадзую. По пути в Италию к героям также присоединяются профессор Никлас Клизен и его помощник Лео. Они объясняют, что дьяволы берут начало от древних людей, которые получили часть силы Азазеля, чтобы служить ему. Их сила основывается на одной-единственной эмоции — страсти, которой почти не осталось в Дзине. Тем временем Кадзуя ищет Зафину, которая запечатала в своём теле дух Азазеля. Зафина же объединяется с Клаудио Серафино, Лин Сяоюй и её питомцем Пандой; они также отправляются к колизею на финал турнира. Родственница Дзина Асука Кадзама, её соперница Лили и Хваран также появляются в колизее как зрители. После боя между Дзином и Лероем Смитом турнир прерывается вторжением повстанцев Иггдрасиля и войск ООН под предводительством Ларса и Виктора Шевалье, главнокомандующего вооружённых сил ООН. Появляются Зафина и её товарищи. Увидев её, Кадзуя нападает на женщину и освобождает Азазеля, а затем, одолев того в бою, заполучает его силы. Пока герои вместе противостоят Кадзуе в облике дьявола, тяжело раненная Зафина отправляет Дзина на Якусиму, чтобы он нашёл новую силу внутри себя. В попытке задержать Кадзую, Клаудио, по видимому, жертвует своей жизнью.
Прибыв на Якусиму, Дзин и Сяоюй отправляются к дереву, где в детстве Дзин тренировался вместе с матерью. Ведомый таинственными звуками, Дзин отправляется к святилищу внутри дерева, у которого теряет сознание. В это время идёт сражение войск ООН и повстанцев против сил корпорации G, ход которого прерывается внезапным появлением Кадзуи в облике дьявола. Он атакует людей сверху лазером без разбора; под один из лазеров подставляется Рэйна и, по видимому, погибает, а Кадзуя направляется к Дзину. Дзин, лежащий у дерева без сознания, погружается в глубины своего разума, где сражается со своим внутренним дьяволом. В ходе битвы он осознаёт, что всё это время дьявольские гены оберегали его от гибели, а не являлись проклятием, как он считал ранее. Приняв дьявола внутри и вернув свои дьявольские силы, Дзин приходит в себя, превращается в дьявола и вступает в битву с Кадзуей. Во время сражения Дзина посещает видение, в котором он видит свою мать, Дзюн Кадзаму. Она пробуждает в нём силу очищения, принадлежащую семье Кадзама, и Дзин принимает облик ангела. Внезапно происходит извержение подводного вулкана, которое забрасывает Дзина и Кадзую в стратосферу, но это не останавливает их и они продолжают битву на обломке камня, стремительно падающего вниз. Израсходовав почти все свои силы, дьявольская мощь полностью покидает их обоих. Уже как простые люди, Дзин и Кадзуя продолжают бой, пока один из них, поверженный, не падает на землю.

#### Концовки
В игре представлено два возможных финала сюжетной кампании. Получение той или иной концовки зависит от того, кто побеждает в последнем из группы поединков между Дзином и Кадзуей.
- «Надежда» (англ. Hope) — концовка, в которой победителем выходит Дзин Кадзама. Стоя над поверженным Кадзуей, Дзин задумывается об успешном уничтожении дьявольского гена в нём и его отце, а затем вспоминает о своей матери, надеясь когда-нибудь снова повстречаться с ней. Затем он приезжает на мотоцикле к Сяоюй, а в это время к телу бессознательного Кадзуи подходит Дзюн Кадзама. Во время титров демонстрируются короткие сцены, описывающие дальнейшие судьбы остальных героев сюжета: Пол, Кума, Кинг, Панда, Стив, Маршлалл, Лили, Асука, Хваран и Ёсимицу наслаждаются жизнью в Нью-Йорке, где армия повстанцев Иггдрасиля организовала гуманитарную помощь пострадавшим после нападения на город корпорации G; Асусена приносит Лерою чашечку кофе; Шахин наслаждается фейерверком на круизом лайнере в Париже; Лео и его отец вместе ищут новые приключения; Зафина встречает, судя по всему, выжившего Клаудио; Виктор и Рэйвен маршируют в сопровождении войск Союза Наций; а солдаты Иггдрасиля, вместе с Алисой и Ли, отдают честь своему командиру, Ларсу.
- «Отчаяние» (англ. Despair) — концовка, в которой победителем выходит Кадзуя Мисима. Он поднимает поверженного Дзина и — как когда-то сделал его отец, Хэйхати Мисима — сбрасывает бессознательное тело своего сына с обрыва. Позже, в штаб-квартире корпорации G, Кадзуя задумывается, что потеря у него дьявольского гена не должна помешать его планам по захвату власти над миром. Во время титров демонстрируются короткие сцены, описывающие дальнейшие судьбы остальных героев сюжета: Брайан наводит хаос в Нью-Йорке вместе с солдатами корпорации G и роботами серии «Джек»; Фэн побеждает в бою Лероя; Асусена приносит чашечку кофе для Драгунова; Нина изучает экран своего телефона на круизом лайнере в Париже.

В сцене после титров, вне зависимости от концовки, показана выжившая Рэйна. Она объявляет себя дочерью Хэйхати Мисимы и клянётся отомстить за смерть своего отца, а затем принимает облик дьявола.

### Эхо воспоминаний
Побочный сценарий игры носит название «Эхо воспоминаний» (англ. Unforgotten Echoes) и длится на протяжении 8 глав. Этот сценарий был выпущен в рамках бесплатного обновления Tekken 8 одновременно с выходом загружаемого персонажа Хэйхати Мисимы. Действие «Эхо воспоминаний» развивается параллельно основной сюжетной кампании, «Пробуждение тьмы».

## Разработка

### Создатели
Tekken 8, как и предыдущие части серии, была разработана командой Tekken Project, являющейся структурным подразделением компании Bandai Namco Entertainment. Как и над предыдущими играми серии, над Tekken 8 работали продюсер серии Кацухиро Харада, геймдизайнер Майкл Мюррей и Кохэй Икэда, творческий директор игры. Харада отмечал, что во время разработки Tekken 8 параллельно работал и над несколькими другими проектами. Харада следил за всеми комментариями к предыдущей игре и имел их в виду при работе над новой частью. Он заявлял, что над игрой работают многие ветераны Bandai Namco, проработавшие в компании больше 10 или даже 20 лет, а также молодые сотрудники, помогающие свежими идеями.
Некоторые из элементов игры, вроде разработки алгоритмов по улучшению отклика игры во время боя по сети, были разработаны совместно с японской компанией Arika. Ранее у Bandai Namco уже был опыт работы с Arika, когда последним доверили создать порт Tekken на портативную игровую консоль Nintendo 3DS, Tekken 3D: Prime Edition, вышедший в феврале 2012 года.

### Технические особенности
| Системные требования | Системные требования                                         | Системные требования                                         |
| -------------------- | ------------------------------------------------------------ | ------------------------------------------------------------ |
|                      | Минимальные                                                  | Рекомендуемые                                                |
| Windows              |                                                              |                                                              |
| ОС                   | 64-разрядные Windows 10                                      | 64-разрядные Windows 10                                      |
| ЦПУ                  | AMD Ryzen 5 1600 или Intel Core i5-6600K                     | AMD Ryzen 5 2600 или Intel Core i7-7700K                     |
| Объём ОЗУ            | 8 ГБ                                                         | 16 ГБ                                                        |
| Место на диске       | 100 ГБ                                                       | 100 ГБ                                                       |
| Видеокарта           | NVIDIA GeForce GTX 1050 Ti или AMD Radeon R9 380X DirectX 12 | NVIDIA GeForce RTX 2070 или AMD Radeon RX 5700 XT DirectX 12 |

Разработка Tekken 8 началась на движке Unreal Engine 4, который команда использовала при создании седьмой части серии — до её выхода использовался нативный движок производства самой Bandai Namco. После выхода новой версии движка, Unreal Engine 5, разработчики решили отказаться от предыдущей версии и перейти на пятую. Кацухиро Харада признавался, что с точки зрения разработки игры они могли воплотить все те же вещи с помощью Unreal Engine 4, однако новая версия движка значительно упрощала рабочий процесс, графику и такие важные для файтинга вещи, как время отклика, и потому выбор был сделан в её пользу. Он также отмечал, что дабы лучше оптимизировать игру, команда активно консультировалась с компанией Epic, разработчиками движка. Так как Unreal Engine 5 в отличие от четвёртой версии не поддерживает консоли прошлого поколения, а именно PlayStation 4 и Xbox One, Tekken 8 создавался исключительно под консоли нового поколения: PlayStation 5 и Xbox Series X/S. В интервью IGN Харада отметил, что консоли нового поколения мощны почти так же, как и современный персональный компьютер, учитывая их низкую стоимость в сравнении со сборкой собственного ПК. Утверждается, что Tekken 8 будет работать при частоте 60 кадров в секунду на PlayStation 5.
Большой акцент сделан на обновлённой графике. Игра будет иметь динамичные фоны на аренах, что, по мнению продюсера серии Кацухиро Харады, придаст больший драматизм происходящему на экране. Так, показанное в трейлере место боя Кадзуи и Дзина выделяется различными фоновыми активностями: волнами, сильным ураганом с торнадо и грозой, а также огромным танкером, который подхватывает торнадо и ломает на две части во время боя. По словам Харады, команда разработчиков пристально прорабатывает боевые арены. Большее внимание было уделено дополнительным эффектам, вроде дождя и фоновых активностей на аренах, которые также влияют и на героев: теперь при падении на землю пачкается одежда, а на аренах, где есть дождь, капли воды стекают по телу, тем самым показывая влияние сражения на внешность персонажа. Помимо этого модели бойцов были переделаны с нуля, в том числе структура костей игровых моделей, из-за которой ранее некоторые анимации движений выглядели неестественно. По словам Харады, на это ушло много времени и бюджета. Харада называл хорошую графику важной частью игры, так как ожидания и требования к ней высоки не только у преданных фанатов серии, но и у казуальных игроков. Некоторые из арен имеют разные версии, которые происходят в разное время дня: днём и ночью, в связи с чем на арене полностью меняется освещение. Создатели отметили, что подобное решение было легко реализовать с помощью Unreal Engine 5, в то время как на четвёртой версии движка такое было бы очень трудно сделать.

### Производственный процесс
В процессе разработки авторы пытались найти баланс между сохранением полюбившихся игрокам элементов игры, и добавлением совершенно новых. Как отмечал Харада в интервью IGN: «Если мы не достаточно перекроим игру, тогда люди будут говорить, что „хорошо, это не абсолютно новая игра, это Tekken, новый сезон или 7.5, что-то типа того“. Если же мы перекроим её слишком сильно, то можем убрать некоторые из элементов франшизы, которым люди наслаждались». Попытки удовлетворить желания как можно большего количества пользователей продюсер серии назвал очень сложной задачей, отметив, что игроки сами не знают, чего они ждут от игры, и по большей части просто реагируют положительно на те или иные элементы выпущенной игры. Тем не менее, сбор данных по обратной связи Харада назвал очень важной составляющей разработки, хоть и отметил, что гораздо важнее определить, в каком направлении вести разработку на основе полученных данных.
Нововведения коснулись и игрового процесса. Была добавлена новая механика под названием «Heat», которая мотивировала бы игроков использовать более агрессивный стиль игры и поощрять нападение. Харада признался, что впервые подобные механики, упрощающие игру для новичков или недостаточно опытных игроков, они впервые ввели в Tekken 6, и с тех пор получили негативную реакцию от части пользователей, считавших, что трёхмерные файтинги не должны содержать подобных механик, упрощающих игру для новичков, а победа должна достигаться исключительно за счёт мастерства игрока. Однако после появления системы «Rage Art» в Tekken 7 большая часть игроков осталась довольна нововведением. Он также предположил, что благодаря системе «Heat» игроки смогут заинтересоваться в освоении персонажей, за которых ранее не играли.

### Концепция
Слоган этого проекта: «Fist Meets Fate». «Fist» — это, конечно, кулак, а «Fate» — это семья Мисима… иными словами, мы часто сражаемся с такими вещами, как судьба и предназначение. Таким образом, тема трейлера охарактеризована этим слоганом.
Главной темой сюжета, его визуальной составляющей и общего настроения Tekken 8 стало противостояние Кадзуи Мисимы и Дзина Кадзамы, отца и сына. Оба персонажа, согласно сюжету серии, обладают геном дьявола, наделяющим их сверхчеловеческой силой, однако отношение у героев к своим способностям разное: если Кадзуя поддался искушению и полностью отдался своим «дьявольским» силам, став при этом жестоким и безжалостным человеком, то Дзин наоборот, всячески пытался обуздать их, намеренно старался не использовать и считал своим проклятием. Как следствие, разработчики решили сфокусировать игру не только на вражде Кадзуи и Дзина, но и на раскрытии внутреннего противостояния самого Дзина, борющегося со своей «злой» частью личности и постепенно принимающего её. Помимо сюжета это противостояние также отражено и в арт-направлении Tekken 8 посредством разорванных цепей. Восьмёрка в логотипе игры представляет собой часть цепи, в трейлерах на моменте появления логотипа также демонстрируются разорванные цепи, а на ключевых артах к игре изображены не только Кадзуя и Дзин на фоне разрушенных городов из-за начатой ими войны, но и всё те же разорванные цепи, а также перья, символизирующие дьявольскую сторону Дзина, и чёрная аура в форме крыльев у Кадзуи. Согласно комментариям создателей, разорванные цепи символизируют избавление Дзина от оков дьявольского гена, сковавшего его на протяжении серии, и принятие им своей «злой» стороны. Слоган игры «Fist Meets Fate» (с англ. — «Кулак встречается с судьбой») также символизирует борьбу Дзина со своей судьбой.
Подобно Tekken 7, основой сюжета стало противостояние двух членов семьи Мисима, однако в отличие от предыдущей игры, где противодействующими сторонами были Кадзуя, обладающим геном дьявола, и Хэйхати Мисима, невероятно выносливый, но обычный человек без сверхсил, в Tekken 8 оба центральных героя будут сражаться на равных. Кацухиро Харада неоднократно отмечал, что завершение противостояния последних оставшихся в живых представителей семьи Мисима станет «поворотным моментом» для франшизы. По его мнению, посвящённая Мисимам сюжетная арка слишком затянулась и для дальнейшего развития серии её необходимо подвести к концу. Харада планировал сделать это намного раньше, расписав изначальный план развития сюжета ещё в 1996 году, однако за время существования Tekken и выхода новых игр планы пришлось пересмотреть. Пересмотреть пришлось и возвращение Дзюн Кадзамы, матери Дзина от Кадзуи, которое авторы планировали осуществить ещё раньше, однако развитие истории Tekken заняло больше времени, чем предполагалось, и вернуть героиню получилось только к событиям восьмой части. Согласно сюжету серии, после событий Tekken 2 Дзюн считалась пропавшей без вести. Героиня рассматривается создателями как важная составляющая истории Кадзуи и Дзина, для последнего из которых она выполняет роль своеобразного наставника на его жизненном пути. Кроме того, Дзюн обладает особенными сверхсилами, позволяющими нейтрализовать действие дьявольского гена. Харада назвал сюжет важной составляющей восьмой части, что отражается не только в добавлении в игру режима истории, но и в маркетинговой кампании, с самого своего начала делающей упор на противостояние Дзина и Кадзуи. Продюсер отметил и то, что большая часть фанатов воспринимает того или иного персонажа либо однозначно хорошим, либо однозначно плохим, и что он после выхода Tekken 6 получил множество недовольных комментариев от игроков из-за того, что в сюжете шестой части Дзин почти предстал злодеем.

### Создание персонажей
По словам Харады, начиная разработку каждой новой игры серии Tekken первыми создаваемыми персонажами являются Пол Феникс и Маршалл Ло. Из-за контраста их образов они прорабатываются первыми как своеобразный «образец» для моделирования других героев. Одним из примечательных решений разработчиков было возвращение в серию героини Дзюн Кадзамы. В интервью Famitsu Харада признавался, что многие поклонники персонажа возлагают очень большие надежды на её возвращение, а её популярность гораздо выше за пределами Японии, особенно в Северной и Южной Америках. Помимо этого он говорил, что из-за технических ограничений времён первой PlayStation авторы не смогли более детально раскрыть Дзюн, а также других персонажей серии, что они собираются исправить с выходом Tekken 8.

#### Дизайн
Подобно предыдущей игре серии, Tekken 7, в Tekken 8 каждый боец получил обновлённый дизайн. Так, персонаж Пол Феникс лишился своей отличительной черты — причёски в форме столба, вместо неё получив распущенные волосы. Кацухиро Харада отметил, что это решение было принято не просто так: подобный образ у персонажа был в Tekken 4, и так как восьмая часть «кратна четырём», создатели вернули распущенные волосы Фениксу. Помимо этого, большая часть ассетов для Tekken 8 была создана с нуля, в том числе и игровые модели каждого персонажа. Это позволило улучшить в том числе внешность некоторых персонажей, например Ларса Александерссона, на внешность которого в Tekken 7 поступали жалобы от игроков. Вместе с тем, в рамках обновления моделей разработчики наградили персонажей мужского пола развитой мускулатурой, что также сказалось на их внешнем виде. Например, Маршалл Ло, до этого обладавший менее развитой мускулатурой, после редизайна значительно прибавил в объёме. Он также получил несколько приёмов с использованием нунчаку, хотя до этого одним из немногих персонажей, у которых в игре было оружие, являлся Ёсимицу. Команде разработчиков было важно достаточно сильно обновить внешний вид персонажей, но при этом сохранить их узнаваемость и отличительные черты. Харада так описывал работу над обновлёнными костюмами:
Вы могли заметить, что мы сохранили некоторые из элементов, определяющих этих конкретных персонажей, но костюмы были полностью переделаны для этой части серии. «…» Поэтому когда вы видите игру, они смотрятся совершенно иначе, в связи с чем игра ощущается как нечто более новое благодаря дополнительной работе, потраченной на обновление этих моделей. Оригинальный текст (англ.)You may notice that we have kept some elements that have defined these particular characters, but the costumes have been completely redesigned for this iteration. «…» So when you see the game, they look completely different and the game feels a lot more fresh because of the extra work that went into redoing these models.
Над костюмом Дзюн Кадзамы, последний редизайн которой был в Tekken Tag Tournament 2, занималась художница Мари Симадзаки, известная по своим дизайнерским работам над играми Bayonetta и SoulCalibur V. Помимо этого она уже работала над серией Tekken, разработав дизайн Кадзуми Мисимы, жены Хэйхати и матери Кадзуи Мисимы, и Джози Ризаль для Tekken 7. По словам создателей, каждая деталь как дизайна, так и истории Дзюн, в том числе её любовь к животным, важна для раскрытия героини.

## Продвижение
Первое упоминание о том, что сиквел Tekken 7 находится в стадии разработки, произошло во время утечки базы данных облачного сервиса GeForce Now компании Nvidia 13 сентября 2021 года. Помимо уже существующих игр в базе данных упоминались проекты, либо отсутствующие на платформе ПК, либо не анонсированные вовсе. Среди таких игры были, например, ремейк Resident Evil 4 и порт God of War 2018 года на ПК. В списке значился и проект под названием Tekken 8. На следующий день представитель Nvidia официально подтвердил достоверность утечки, но отметил, что список используется лишь «для внутреннего отслеживания и тестирования» и, как следствие, упоминание какого-либо проекта в нём не стоит считать подтверждением или анонсом для ПК. Тем не менее, позже многие игры из списка и их порты на ПК были официально подтверждены, что заставило игровых журналистов убедиться в достоверности утечки и предполагать, что и остальные игры из списка также реальны и могут быть вскоре анонсированы.
8 августа, в рамках турнира EVO 2022, Bandai Namco Entertainment показали трейлер бесплатного обновления для Tekken 7, в конце которого содержался короткий тизер, начинающийся с концовки Кадзуи Мисимы с первой части Tekken и заканчивая демонстрацией абсолютно нового рендера Кадзуи с новым голосом игрового диктора, произносящим «Get Ready». На момент анонса было доподлинно неизвестно, на какой проект намекал тизер: поклонники франшизы и игровые журналисты выражали мнение, что он, скорее всего, относится либо к следующей номерной части, Tekken 8, либо к возможному ремейку самой первой части серии. Отдельно о тизере написали в Twitter-аккаунте The Game Awards, что, по предположению игровых СМИ, могло намекать на полноценный анонс игры в декабре 2022 года во время этого шоу.
Как позже признался Кацухиро Харада, анонс игры пошёл не совсем по плану: изначально он, вместе с геймдизайнером и своим персональным переводчиком Майклом Мюрреем, должен был присутствовать вместе с игровыми комментаторами и кратко прокомментировать анонс игры. Однако, что-то пошло не по плану: в комментаторской будке остались только два рабочих микрофона, которые уже были заняты самими комментаторами. В итоге, когда Хараде и Мюррею сказали появится в комментаторской будке, не зная, что делать, они решили трясти руками комментаторов. Эта часть вызвала удивление аудитории, не знавшей всех нюансов, а сам Харада отметил, что они были удивлены сложившейся ситуацией не меньше, чем сами зрители.

### Дебютный трейлер наState of Play
Полноценный анонс игры состоялся 13 сентября 2022 года, во время трансляции Sony State of Play в преддверии фестиваля Tokyo Game Show. Трейлер Tekken 8 был показан первым в презентации и был посвящён, главным образом, значительным улучшениям графики и визуальной составляющей в сравнении с прошлой частью франшизы. В показанном видео упоминался движок Unreal Engine, на котором осуществляется разработка игры. Позже было подтверждено, что используется пятая версия движка. Были названы платформы, для которых ведётся разработка проекта: PlayStation 5, Xbox Series X/S, а также цифровой релиз на PC через онлайн-магазин Steam. При этом ролик, продемонстрированный на State of Play, упоминал только PlayStation 5, в то время как остальные платформы были указаны в версии трейлера на YouTube-каналах разработчика. Не была анонсирована версия для аркадных автоматов: до этого каждая номерная часть Tekken и спин-оффы серии Tag Tournament, за год до релиза на домашних платформах выходила на аркадных автоматах.
Кацухиро Харада, продюсер серии, снабдил трейлер комментариями в новостной заметке PlayStation Blog, в которой объяснил, что трейлер представлял собой отрывок одной из сцен сюжетного режима будущей игры и не являлся заранее отрендеренным роликом. Харада признал, что серия Tekken славилась своими зрелищными CGI-роликами, однако в этот раз было решено выбрать для демонстрации саму игру, её внутриигровую графику и геймплей, вместо постановочных роликов. Конкретные дата, месяц или квартал выхода Tekken 8 не назывались; вместо этого Харада посоветовал ожидать новостей об игре в «ближайшие месяцы». Спустя пару дней Харада дал интервью изданию IGN. Он не стал раскрывать подробности сюжета, лишь отметив, что Tekken 8 станет поворотным моментом в истории серии, так как продемонстрирует финальный бой между Кадзуей Мисимой и Дзином Кадзамой.
28 октября 2022 года в Steam появилась страница Tekken 8, на которой, помимо уже известной ранее информации, были указаны подробности о языковой поддержке игры. Кроме английского и японского, в списке в Steam были перечислены ещё 11 языков, например два диалекта португальского, упрощённый и традиционный китайский, французский, немецкий и другие языки. При этом в списке отсутствовал русский язык, что было расценено игровыми СМИ как признак отказа разработчиков от локализации на русский. Однако 2 ноября страница Tekken 8 в Steam была обновлена, в список поддерживаемых языков было добавлено ещё два: русский и тайский.

### Трейлер для The Game Awards
На шоу The Game Awards, которое прошло 8 декабря 2022 года, ожидался некий анонс, связанный с Tekken 8. Как заметили профильные СМИ, на это неоднократно намекал официальный Твиттер-аккаунт мероприятия. Кроме того, за неделю до начала The Game Awards некоторые из журналистов, игровых обозревателей и известных игроков стали получать тематические футболки с символикой Tekken 8 и призванием следить за трансляцией The Game Awards. За день до начала шоу Bandai Namco подтвердила участие Tekken 8 в The Game Awards, опубликовав на своём YouTube-канале видеообращение Кацухиро Харады, призывавшего следить за шоу в ожидании новостей по игре. Как следствие, на The Game Awards публике был продемонстрирован новый трейлер, посвящённый сюжету и игровому процессу файтинга и раскрывший возвращение некоторых старых персонажей серии, среди которых Дзюн Кадзама, дебютировавшая в Tekken 2 и с тех пор появлявшаяся только во внесюжетных ответвлениях серии, вроде игр Tag Tournament и free-to-play проекта Tekken Revolution. Остальные заявленные персонажи, либо же их вариации, появлялись в каждой предыдущей игре серии (за исключением Джека, отсутствовавшего в Tekken 4). Ларс Александерссон, дебют которого состоялся в Tekken 6, стал единственным относительно новым персонажем, показанным в трейлере.
Одновременно с трейлером Bandai Namco выпустила пресс-релиз, поделившись некоторыми подробностями относительно сюжета и игрового процесса, а также показав рендеры всех восьми анонсированных бойцов, на которых можно детально рассмотреть обновлённый дизайн каждого персонажа. Несколько дней спустя The Game Awards, на региональном североамериканском финале турнира Tekken World Tour 2022, Кацухиро Харада и Майкл Мюррей раскрыли подробности о включении Дзюн Кадзамы в игру, подтвердили возвращение механики Rage Art и продемонстрировали, как работает новая система Heat. Они подтвердили, что Дзюн Кадзама всё ещё использует свой старый боевой стиль из предыдущих игр серии, однако заявили, что не могут на данный момент показать игровой процесс за неё. Они уточнили, что система «Heat» никак не взаимосвязана с механикой «Rage» и что они работают независимо друг от друга, подтвердили наличие сайдстепа в игре. Разработчики объявили, что следующие новости по игре стоит ожидать на глобальном финале турнира Tekken World Tour 2022, который пройдёт в Амстердаме 4-5 февраля 2023 года. Они сразу уточнили, что не раскроют дату выхода игры, однако команда Tekken подготовит «нечто особенное» и надеется, что фанаты будут с нетерпением ждать этого.

### Анонсы на финале турнира Tekken World Tour 2022
Как и было обещано ранее, 5 февраля на финале киберспортивного турнира Tekken World Tour 2022 команда Tekken Project сделала несколько анонсов касательно Tekken 8. Во время проведения мероприятия публике была показана 35 минутная видео-запись презентации с участием Кацухиро Харады и продюсера игры Кохэя Икэды, посвящённая детальному разбору основных нововведений игрового процесса. Во время презентации также было объявлено о начале закрытых альфа-тестов Tekken 8, первый из которых запланирован на конец марта—начало апреля и будет проходить в рамках киберспортивного турнира EVO 2023 в Японии. Позже, на окончании Tekken World Tour, Харада и Мюррей вышли на сцену, объявили о партнёрстве с Arika в работе над сетевыми функциями Tekken 7 и Tekken 8 и продемонстрировали трейлер Нины Уильямс, тем самым подтверждая её возвращение в восьмую часть серии. Уже после турнира Arika выпустила пресс-релиз, в котором уточнила свои обязанности в рамках работы над играми серии Tekken.

### Персонажные трейлеры
В преддверии EVO Japan Bandai Namco на своих официальных YouTube-каналах начала публиковать трейлеры, посвящённые отдельно каждому из ранее анонсированных персонажей и их обновлённому игровому процессу и новым приёмам. Первый из них вышел 21 февраля и демонстрировал Кадзую Мисиму. Второй трейлер был опубликован 28 февраля и показывал Дзина Кадзаму. 11 марта вышел трейлер, посвящённый Полу Фениксу. 14 марта опубликован трейлер, показывающий Маршалла Ло. 17 марта вышел трейлер Кинга. 21 марта вышел трейлер Ларса Александерссона. 24 марта свой персональный трейлер получил Джек-8.
Трейлеры персонажей озвучила Ленне Хардт, американская актриса озвучивания и ринг-анонсер.

## Сопутствующая продукция
Для продвижения Tekken 8 совместно с различными брендами и производителями была создана рекламно-сувенирная продукция: одежда, экшен-фигурки, игровые контроллеры.
В сентябре 2023 года японский модный бренд Azul by Moussy анонсировал тематическую линию одежды в стилистике пяти компьютерных игр: NieR: Automata, Bomberman, Street Fighter 6, Pac-Man и, собственно, Tekken 8. По файтингу от Bandai Namco было создано две модели толстовок, каждая с изображением одного из центральных героев игры: Кадзуи Мисимы и Дзина Кадзамы. Коллекция одежды была продемонстрирована на модном показе в рамках Tokyo Game Show — первом в истории выставки. Среди профессиональных моделей, представляющих коллекцию, была популярная японская ютуберка Минами Фукуока, представшая в толстовке с Дзином Кадзамой. Старт продаж также состоялся на Tokyo Game Show, в свободную продажу одежда поступила 29 сентября.
На Tokyo Game Show 2023 состоялась и выставка прототипов различных фигурок по игре. Среди них: проект Bandai Spirits, дочерней компании Bandai Namco по лицензионной продукции, под брендом S.H.Figuarts — экшен-фигурка Дзина Кадзамы в его уличной одежде с прозрачной подставкой, фигурка Лин Сяоюй в стиле тиби в рамках серии фигурок Nendoroid от японского производителя игрушек Good Smile Company, а также работа ещё одного подразделения Bandai Namco — Bandai Namco Toys & Collectibles America — экшен-фигурки Дзина Кадзамы (в его костюме-доги из дебютного трейлера) и Кинга с аксессуарами, часть линейки фигурок Game Dimensions. Помимо этого посетителям показали, как будет выглядеть статуэтка Дзина Кадзамы с подсветкой, которая войдёт в коллекционное издание Tekken 8.
Японская компания Hori, занимающаяся производством и продажей периферийных устройств для игровых платформ, разработала несколько тематически оформленных контроллеров. 21 сентября 2023 года в продажу поступил аркадный контроллер «Fighting Stick α» для PlayStation 4, PlayStation 5 и PC, в стиле Tekken 8. Технические характеристики девайса были идентичны обычной версии «Fighting Stick α»: наличие сенсорной панели, как на геймпадах DualShock 4 и DualSense, и разъём под наушники. В январе 2024 года ожидается выход контроллера «Fighting Commander OCTA» для ПК в стиле Tekken 8. В отличие от «Fighting Stick α», специальное издание «Fighting Commander OCTA» претерпело изменения в сравнении со стандартной моделью контроллера: отличается расположение кнопок, убрана сенсорная панель, добавлен второй аналоговый стик.

## Музыкальное сопровождение
21 ноября 2023 года в Ариакэ Арене в Токио прошёл концерт The 2nd Tour 2023 «PSYCHO LOVE» японской рок-группа The Last Rockstars. На концерте участники группы анонсировали и исполнили песню Mastery, которая была создана специально для Tekken 8 как главная тема будущей игры.

### Список треков
| №                   | Название                         | Длительность    |
| ------------------- | -------------------------------- | --------------- |
| 1.                  | «My Last Stand»                  | 1:57            |
| 2.                  | «Liberation»                     | 4:52            |
| 3.                  | «Rude and Reckless»              | 2:13            |
| 4.                  | «The Decisive Blow (Normal)»     | 4:29            |
| 5.                  | «The Decisive Blow (Climax)»     | 3:00            |
| 6.                  | «Neo City (Normal)»              | 3:54            |
| 7.                  | «Neo City (Climax)»              | 3:22            |
| 8.                  | «Tamashii (Normal)»              | 3:53            |
| 9.                  | «Tamashii (Climax)»              | 3:39            |
| 10.                 | «Colosseum (Normal)»             | 4:27            |
| 11.                 | «Colosseum (Climax)»             | 4:46            |
| 12.                 | «Hangar Rules (Normal)»          | 3:21            |
| 13.                 | «Hangar Rules (Climax)»          | 4:45            |
| 14.                 | «Storm Rising (Normal)»          | 4:29            |
| 15.                 | «Storm Rising (Climax)»          | 4:26            |
| 16.                 | «Deep Space (Normal)»            | 4:22            |
| 17.                 | «Deep Space (Climax)»            | 2:21            |
| 18.                 | «Kakuri-Yo Kagura (Normal)»      | 3:44            |
| 19.                 | «Kakuri-Yo Kagura (Climax)»      | 3:16            |
| 20.                 | «Volcanic Bomb (Normal)»         | 4:06            |
| 21.                 | «Volcanic Bomb (Climax)»         | 4:55            |
| 22.                 | «Golden Meadow (Normal)»         | 4:02            |
| 23.                 | «Golden Meadow (Climax)»         | 2:42            |
| 24.                 | «Twilight Party Cruise (Normal)» | 5:11            |
| 25.                 | «Twilight Party Cruise (Climax)» | 2:41            |
| 26.                 | «Silenty Boisterous (Normal)»    | 5:29            |
| 27.                 | «Silenty Boisterous (Climax)»    | 3:45            |
| 28.                 | «Baroque Attack (Normal)»        | 3:17            |
| 29.                 | «Baroque Attack (Climax)»        | 3:24            |
| 30.                 | «Delusional Reality (Normal)»    | 4:16            |
| 31.                 | «Delusional Reality (Climax)»    | 3:59            |
| 32.                 | «Our Tekken Ball (Normal)»       | 6:09            |
| 33.                 | «Our Tekken Ball (Climax)»       | 7:34            |
| 34.                 | «Be Stylish»                     | 5:18            |
| 35.                 | «Time Will Reveal»               | 6:58            |
| 36.                 | «Silent Signal»                  | 4:12            |
| 37.                 | «Dive into the Arcade»           | 5:00            |
| 38.                 | «Back to Kids»                   | 5:09            |
| 39.                 | «Game Changer»                   | 4:13            |
| 40.                 | «Neon Ramp»                      | 4:32            |
| 41.                 | «Mars' Gravity»                  | 4:04            |
| 42.                 | «Hibiscus»                       | 3:48            |
| Общая длительность: | Общая длительность:              | 2 часа 56 минут |

## Восприятие
| Сводный рейтинг       | Сводный рейтинг                     |
| Агрегатор             | Оценка                              |
| --------------------- | ----------------------------------- |
| Metacritic            | PS5: 90/100 XSXS: 89/100 PC: 91/100 |
| OpenCritic            | 90/100                              |
| «Критиканство»        | 87/100                              |
| Иноязычные издания    |                                     |
| Издание               | Оценка                              |
| Edge                  | 9/10                                |
| Eurogamer             | 5/5                                 |
| Gameblog              | 9/10                                |
| Game Informer         | 8,25/10                             |
| GameSpot              | 8/10                                |
| GamesRadar+           | 5/5                                 |
| Hardcore Gamer        | 5/5                                 |
| IGN                   | 9/10                                |
| Jeuxvideo.com         | 18/20                               |
| NME                   | [ 134 ]                             |
| PC Gamer (US)         | 89/100                              |
| Polygon               | Рекомендуется                       |
| Push Square           | 9/10                                |
| The Games Machine     | 9,4/10                              |
| VG247                 | 5/5                                 |
| VideoGamer            | 10/10                               |
| VGC                   | 5/5                                 |
| Русскоязычные издания |                                     |
| Издание               | Оценка                              |
| 3DNews                | 10/10                               |
| GoHa.Ru               | «Эпично»                            |
| StopGame.ru           | «Изумительно»                       |
| «Канобу»              | 7/10                                |
| «Мир фантастики»      | Рекомендуется                       |
| «НИМ»                 | 8,2/10                              |
| GameGuru.ru           | Рекомендуется                       |
| Skillbox              | Рекомендуется                       |
| Stratege.ru           | 90/100                              |
| «КГ-Портал»           | «Игра»                              |
| «Чемпионат»           | 9/10                                |

### Списки и рейтинги
Tekken 8 получил положительные оценки от игровых журналистов. Рейтинг вариации игры для консоли PlayStation 5 на агрегаторе Metacritic составил 90 баллов из возможных 100 на основе 96 рецензий, все из которых были положительными. Чуть более низкого рейтинга удостоилась версия для семейства консолей Xbox Series X/S, составившего 89 баллов на базе 25 обзоров профильных критиков: 23 положительных и 2 смешанных. Самую высокую оценку получило издание игры для PC (Windows) — 91 балл; результат строился на 25 отзывах обозревателей, все из которых носили положительный характер. Согласно агрегатору OpenCritic, средняя оценка игры составляет 90 из 100 баллов на основании 146 рецензий. Общий рейтинг Tekken 8 на агрегаторе «Критиканство», подсчитываемый на основе рецензий русскоязычных изданий, составил 87 баллов из 100 на основе 13 положительных обзоров. По итогам полученных 87 баллов на «Критиканстве», Tekken 8 занял 5 место в рейтинге лучших игр 2024 года агрегатора.
Игровые журналы и вебсайты включили Tekken 8 в свои топы и списки «Самых ожидаемых игр 2024 года». Журнал PC Gamer разместил игру на 12 месте в своём топе, сайт Comic Book Resources — на 7-е, блог компании Acer — на 1-е; Kotaku, The Gamer и «Мой-портал.ру» также включили игру в аналогичные списки, без распределения на места.

### Рецензии русскоязычной прессы
Николай Шутов, обозреватель сайта «КГ-Портал», положительно оценил Tekken 8 и дал проекту звание «Игры» — высшую оценку по системе оценивания на сайте. К минусам Tekken 8 автор причислил отсутствие «сколь-нибудь внятного подготовительного материала о событиях прошлых частей», который помог бы новым игрокам проще ознакомиться с историей и сюжетом серии. При этом, по мнению Николая, уже знакомые с Tekken игроки останутся довольны сюжетным режимом. Новичкам же рецензент предложил обратить внимание на новый режим, Arcade Quest, который содержит «сходу понятный неофитам сюжет», а также обучение игровым основам, постепенно погружающее игрока в принцип работы механик сражения в Tekken, будь то комбо или использование систем Heat и Rage. Эпизоды с обучением в Arcade Quest удостоились похвалы: «обучение не скидывается на игрока скопом, а распыляется по ходу перемещения между аркадными залами, что позволяет и привыкнуть к боевой системе, и получить дозу эндорфинов за счёт повышения своего ранга благодаря аккуратной кривой сложности». Смешанную оценку получило другое нововведение для начинающих игроков: упрощённый «особый стиль». Шутов назвал эту раскладку «банальным автокомбо» и «вредным костылём», которая больше подойдёт для игры в однопользовательских режимах, чем в онлайн-боях. Отдельно автор обзора отметил новую функцию Tekken 8: использование ИИ, который способен подражать стилю боя каждого игрока, записывая «призрака». По мнению Шутова, сражения с собственными «призраками» могут помочь игроку найти уязвимые места в своём стиле видения боя, а битвы с чужими «призраки» — хороший способ играть с более сильными соперниками без неудобств, вроде стеснения из-за уровня навыков, дисконнектов, пинга и т. д. Николай подытожил рецензию словами, что «Tekken 8 — качественный и очень зрелищный файтинг, оказавшийся не столько дружелюбным к новичкам, сколько поставившим себе целью научить играть любого заинтересованного человека вне зависимости от уровня навыков».
Олег Чимде, бывший журналист DTF, в своём блоге на сайте Skillbox положительно оценил Tekken 8. Тем не менее, он посетовал на четырёхчасовую длительность сюжетного режима, высказав пожелание увидеть более масштабную историю, как в проектах от NetherRealm, отметив, при этом, что сюжет сам по себе не является наиболее важной частью файтинга. Режим Arcade Quest удостоился смешанной оценки от рецензента: по мнению Чимде, излишне «миролюбивый» тон диалогов и чиби-облики персонажей сюжета этого режима резко контрастируют с агрессивным стилем игры, который активно продвигается в Tekken 8 за счёт новых игровых механик. Как вывод, Олег заключил, что Aracde Quest будет полезен прежде всего для новых игроков, не знакомых с серией Tekken и основами её игрового процесса. Похвалы удостоился режим тренировки за широкий набор вспомогательных средств для изучения игровых механик, в том числе и новую возможность играть против собственных «призраков»: «быть побитым собственным призраком, что со мной первым делом и случилось, — это необычный опыт». «Особый стиль» журналист сравнил с упрощённым режимом боя из Street Fighter 6: если в последнем, по словам Чимде, «авторы чуть ли не полностью пересобрали боевую систему», то в Tekken 8 упрощённая раскладка больше даёт возможность пользоваться автокомбо, которое «подойдёт разве что для вечеринок». При этом он отметил, что по его наблюдениям игроки почти не пользуются «особым стилем» в онлайн-режимах. К плюсам Tekken 8 причислены быстрая загрузка матчей и рематчей, стабильный сетевой код, а также две новые механики: система Heat и шкала «Recovery», которая позволяет восстановить часть здоровья. Обозреватель выразил уверенность, что эти два новшества кардинально не меняют принципы игрового процесса Tekken, однако добавляют «дополнительные опции» во время игры. Подытожил Олег рецензию словами «судя по моему пока что скромному опыту, всё у авторов удалось».
Павел Ручкин, представляющий портал GameGuru.ru, в целом положительно отнёсся к новому творению Tekken Project Team.
Михаил Шевкун, критик издания «Чемпионат», благосклонно оценил новую номерную часть серии, оценив Tekken 8 в 9 баллов из 10 возможных.

### Реакция на анонс игры
Райан Динсдейл, журналист IGN, назвал трейлер Tekken 8 отличным началом презентации State of Play, с чем согласился Никита Надточей с российского новостного ресурса GeekCity.ru. Представляющая издание «Мой-портал.ру» журналистка Анастасия Соловьёва охарактеризовала трейлер как «достаточно мрачный», в чём с ней согласились и другие игровые обозреватели. Мак Эшворт из GameRevolution выразил надежду, что восьмая часть серии окажется такой же успешной, как и Tekken 7. Он также посчитал, что если бы не презентация Nintendo, на которой были раскрыты подробности и название продолжения The Legend of Zelda: Breath of the Wild, то Tekken 8 мог стать «большим анонсом» со стороны PlayStation. Обозреватель «КГ-Портала» Лев Гринберг посчитал, что несмотря на то, что «серия файтингов Tekken слишком успешна, чтобы анонс новой её части вызывал сколь-нибудь серьёзный восторг», Tekken 8 заслуживает внимания, так как это будет первый крупнобюджетный файтинг, создаваемый исключительно для современных систем. Журналист выразил заинтересованность в том, как этот переход скажется на графике будущей игры. Помимо этого, как и в Tekken 7, в Tekken 8 ожидают большого количества новых персонажей. Журналисты сайта о файтингах EventHubs.com остались под впечатлением от трейлера и выразили надежду, что в релизной версии проекта будет такая же качественная графика, как и в продемонстрированном на State of Play видео.

### Награды
В августе 2022 года Tekken 8 выиграл премию Gamescom Awards в номинации «Лучшая игра для Sony PlayStation» (англ. Best Sony PlayStation Game). Tekken 8 также был номинирован на премии Golden Joystick Awards и The Game Awards в категории «Самая ожидаемая игра», в октябре и ноябре 2023 года, соответственно. По итогам голосования в обоих случаях Tekken 8 уступил победу Final Fantasy VII Rebirth.
| Год                    | Награда                          | Категория | Результат | Источники |
| ---------------------- | -------------------------------- | --------- | --------- | --------- |
| 2023                   |                                  |           |           |           |
| Gamescom Awards        | Лучшая игра для Sony PlayStation | Победа    | [ 165 ]   |           |
| Golden Joystick Awards | Самая ожидаемая игра             | Номинация | [ 166 ]   |           |
| The Game Awards        | Самая ожидаемая игра             | Номинация | [ 167 ]   |           |